# Tachymenoides
Tachymenoides es un género de serpientes de la familia Colubridae, el cual se encuentra restringido a región amazónica del Perú. Su especie tipo (Tachymenoides affinis) era considerada como parte del género Tachymenis, pero los estudios de filogenia molecular de Travine et al. (2022) la ubicaron dentro de un género propio.

## Especies
Se reconocen las siguientes especies:
- Tachymenoides affinis (Boulenger, 1896).[3][1] - Culebra de cola corta de Boulenger.
- Tachymenoides goodallae Lehr, Lundberg, Cusi, Sites, Torres & Aguilar-Puntriano, 2025.[4] - Culebra de cola corta de Jane Goodall.
- Tachymenoides harrisonfordi Lehr, Cusi, Fernandez, Vera & Catenazzi, 2023.[5] - Culebra de cola corta de Harrison Ford.